# Campsosternus quadrimaculatus
Campsosternus quadrimaculatus is een keversoort uit de familie kniptorren (Elateridae). De wetenschappelijke naam van de soort is voor het eerst geldig gepubliceerd in 1926 door Fleutiaux.